# Castelnovo ne' Monti
Castelnovo ne' Monti (Castalnöv in dialetto locale, Castelnōv di Mûnt in dialetto reggiano), comunemente noto come Castelnuovo Monti, è un comune italiano di 10 432 abitanti della provincia di Reggio Emilia in Emilia-Romagna. È considerato il "capoluogo" dell'Appennino reggiano e lo è de jure dell'Unione Montana dell'Appennino Reggiano.

## Geografia fisica

### Territorio
Situato nell'Appennino reggiano, l'abitato di Castelnovo ne' Monti si estende ai piedi della Pietra di Bismantova, a cavallo delle valli del Secchia e dell'Enza. Il comune, posto a 44 km a sud di Reggio Emilia, è collocato in una conca racchiusa da tre colline coperte di conifere messe a dimora nel corso degli anni venti: Monte Castello, Monte Forco e Monte Bagnolo. 

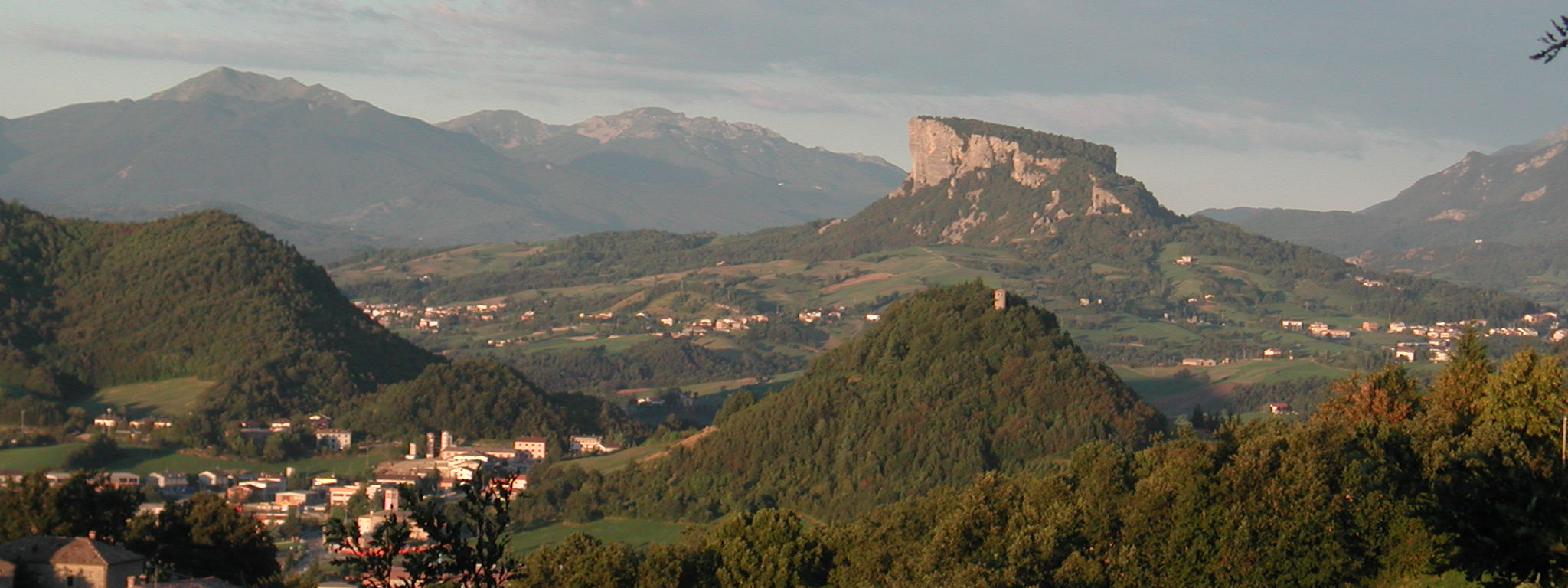
Prospettiva sul territorio del Comune di Castelnovo, in primo piano Felina e la Pietra di Bismantova, sullo sfondo a partire da sinistra il Monte Cavalbianco, la Cima Belfiore e il Monte La Nuda.

Il punto più alto è la cima dell'altopiano della Pietra di Bismantova a 1041,3 m s.l.m. mentre il punto meno elevato si trova a 351 m s.l.m. con una escursione altimetrica di 690 m. Il municipio è a 700 m s.l.m.
Il territorio comunale, oltre che dal capoluogo, è formato dalle frazioni di Bellaria, Bellessere, Berzana, Bondolo, Bora del Musso, Burano, Ca' del Cavo, Ca' del Grosso, Ca' di Magnano, Cà di Pattino, Ca' di Scatola, Campolungo, Capanna, Ca' Pavoni, Carnola, Casa della Carità, Casale di Bismantova, Case di Sopra, Case Perizzi, Casino, Castagnedolo, Cerreto, Chiesa, Cinqueterre, Colombaia, Costa de' Grassi, Croce, Eremo Bismantova, Fariolo, Felina, Felinamata, Frascaro, Garfagnolo, Gatta, Gombio, Maro, Monchio, Monchio di Villaberza, Monte Castagneto, Monteduro, Monticello, Mozzola, Noce, Parisola, Pietrebianche, Pioppella, Pregheffio, Quarqua, Regnola, Rio, Rivolvecchio, Roncadelli, Ronchi, Roncroffio, Schiezza, Soraggio, Terminaccio, Vezzolo, Vigolo, Virola, Vologno di Sotto, Zugognago per un totale di 96.50 chilometri quadrati.
Il comune confina a nord con Canossa e Casina, ad est con Carpineti, a sud con Villa Minozzo e ad ovest con Ventasso e Vetto.
In località Vezzolo, scorre il fosso Acqua Marcia (affluente del rio Budriolo), dal quale sgorga un'acqua sulfurea che la leggenda vuole sia stata utilizzata da Matilde di Canossa per guarire dai dolori.

### Clima

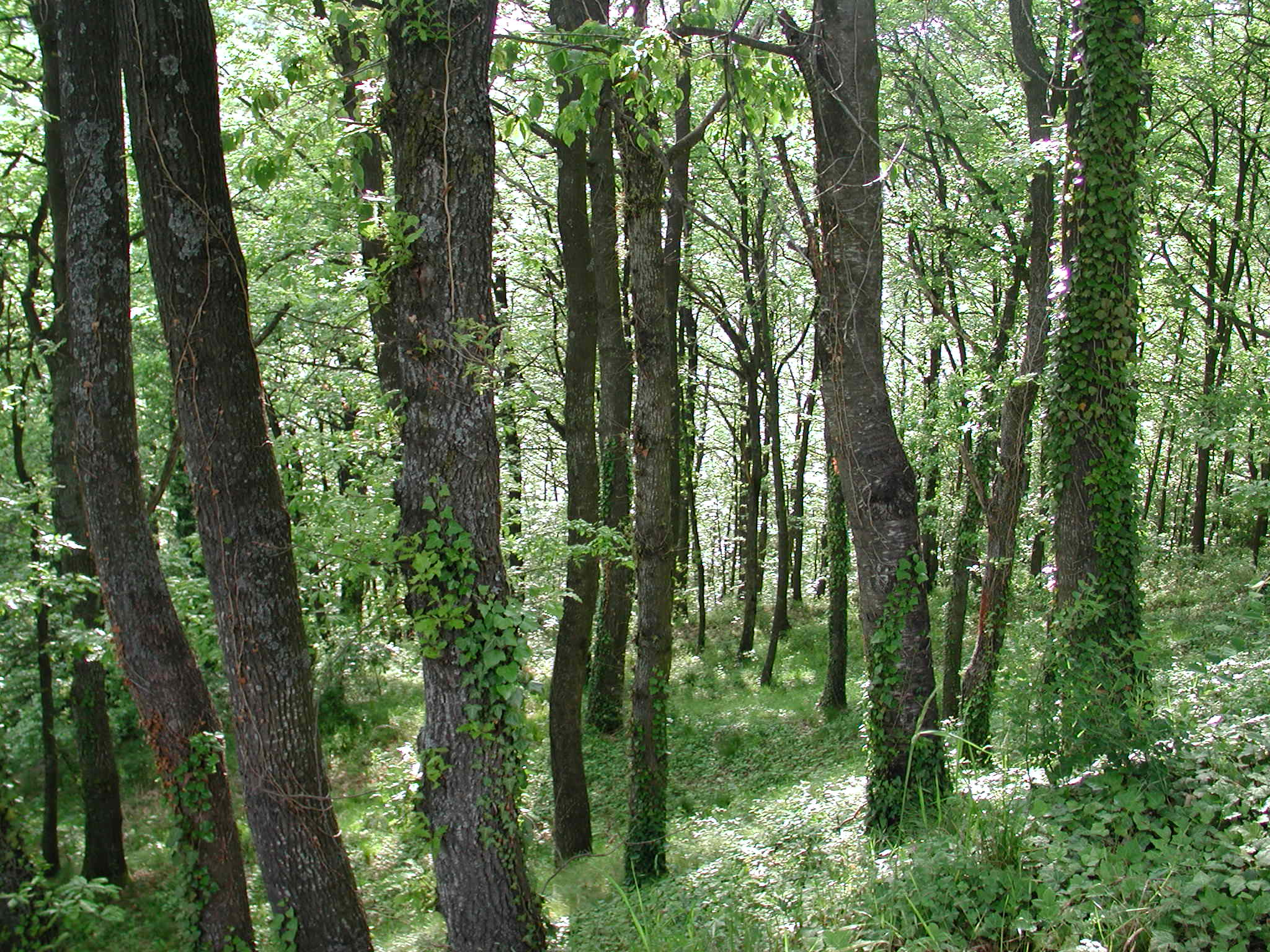
Un querceto, tipico paesaggio della media montagna

La vegetazione si compone prevalentemente di querceti e faggeti che si estendono a margine delle coltivazioni. Nelle aree boscose non è raro osservare svariati tipi di selvaggina: lepri, faine, volpi, cinghiali e caprioli sono estremamente diffusi; in particolare, di questi ultimi, l'eccessiva quantità ha provocato danni alle coltivazioni e quindi è stato attivato un programma di abbattimento selettivo per ridurne il numero.
Di interesse sono tre emergenze naturalistiche presenti nel Comune: la Pietra di Bismantova, i Gessi Triassici alle sue pendici e l'alveo del fiume Secchia, tutelati dal loro inserimento nel Parco Nazionale dell'Appennino Tosco-Emiliano e già compresi nel Parco regionale dell'Alto Appennino Reggiano (Gigante). Inoltre le conformazioni triassiche e le grotte evaporitiche con le sorgenti sono patrimonio dell'umanità dell'UNESCO. 
Il comune è inserito nella zona climatica F.

## Storia

### Citazioni storiche

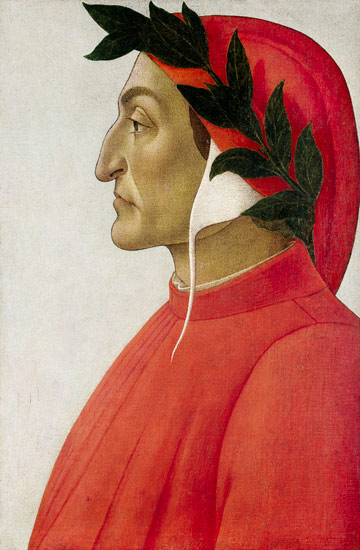
Dante citò Bismantova nel Purgatorio della Divina Commedia

Descrizione di Castelnovo Monti nella "Corografia dei Territori di Modena, Reggio e degli altri Stati già appartenenti alla Casa d'Este" di Lodovico Ricci nel 1788:
Nella carte del XII secolo questo castello viene detto Castrum Novum Domini Abbatis de Canossa, perché soggetto a quella badia, tra possedimenti della quale è annoverato nelle Bolle de' Romani Pontefici di quel secolo. Quegli abitanti nonostante si sottomisero al Comune di Reggio nel 1188 e 1197. I Signori della Nobil Famiglia de' Canossa se ne renderon poscia padroni; finché nel 1413 all'occasion di discordie fra loro suscitate, Castelnuovo soggettosi spontaneamente al marchese Niccolò II.»
Citazione dantesca
(Dante, Purgatorio, canto IV, vv. 25-30)

### Simboli
Il cervo allude probabilmente alla fauna dei boschi che circondano il paese; i tre gigli sono un simbolo guelfo, forse un accenno di capo d'Angiò; le tre stelle simboleggiano le parrocchie e le comunità riunite in questo centro della montagna reggiana.
Il gonfalone, concesso con decreto del presidente della Repubblica del 25 agosto 1961, è un drappo partito di bianco e di rosso.

Stemma usato fino al 1961

Fino al 1961 lo stemma in uso, uno scudo sagomato e timbrato da corona comitale, era d'oro, al cervo slanciato al naturale; col capo di rosso, a tre gigli d'oro, abbassato sotto un capo di azzurro, a tre stelle d'argento.

## Società

### Evoluzione demografica
Abitanti censiti

### Etnie e minoranze straniere
Al 31 dicembre 2017 gli stranieri residenti nel comune sono 1 091, pari al 10,4% della popolazione. Le nazionalità più numerose sono:
- Albania: 378
- Marocco: 195
- Romania: 111
- Ucraina: 80
- Macedonia: 55

### Istituzioni, enti e associazioni
- Ospedale Sant'Anna, inaugurato nel 1931[9]

## Monumenti e luoghi d'interesse
- monte Pietra di Bismantova: caratteristico "sperone" di roccia, piatto come un gigantesco tronco d'albero mozzato, in roccia triassica di arenaria, meta di turisti, escursionisti e rocciatori. Vedere la relativa pagina dedicata.

### Architetture religiose
- Chiesa parrocchiale di Santa Maria Assunta - località Campiliola. Conosciuta anche come "de Bismantova", la Pieve di Campiliola (detta anche di Campiola, Campigliola, Campiolo), precedente al 980[10], è stata la più vasta ed importante della Diocesi reggiana con terre in 60 località dell'Appennino e 24 dipendenze già nel 1272. La chiesa secondo alcune fonti fu ricollocata dalla sommità della Pietra sul sito attuale nel XII o XIII secolo gli studi più moderni tuttavia la attestano sin dalla prima ora nel luogo ove si trova attualmente. Fu più volte restaurata poiché gli strati marnosi sottostanti, trattenendo ingenti quantità di acqua piovana, ne hanno compromesso periodicamente la stabilità. Da rimarcare, in epoca post-tridentina, gli importanti lavori di restauro operati nel 1600 per opera degli arcipreti Ambrogio Iattici, Giovanni Maria Manini e Domenico Manini. Gli attuali caratteri stilistici della chiesa sono riferibili all'ultima ricostruzione completa compiuta nel periodo 1713-1726 dall'architetto Geminiano Monzani su commissione dell'allora arciprete conte don Giovanni Paolo Pallù dei Conti della Palude di Crovara. Altri importanti lavori vennero compiuti nella seconda metà dell'800 dall'arciprete don Francesco Riccò. Gli ultimissimi interventi sono dell'ultimo decennio del 1900, per la chiesa, e negli anni 2000-2002 per il confinante palazzo dei canonici.
- Chiesa di Santa Maria Assunta - località Felina. Le prime notizie risalgono all'870 d.C., è uno degli edifici religiosi più antichi del Reggiano. Nel XV secolo è priorato.

La chiesa di Santa Maria conserva strutture di elevato interesse storico tra cui si evidenzia una torre a pianta quadrata realizzata in muratura a ricorsi paralleli, attribuibile al XII-XIII secolo e appartenente all'antico impianto difensivo del castello di Felina.
- Eremo di Bismantova - località Pietra di Bismantova. Conosciuto anche come santuario della Natività della Beata Vergine Maria, l'eremo è attestato già nel 1411.[11] Il corredo di affreschi quattrocenteschi conservati nella chiesa dell'originale santuario, è realmente degno di nota e tra questi spicca una pregevole immagine della Madonna con il Bambino, opera di maestri emiliani. A partire dal 1617, il santuario è méta di pellegrinaggio.[11] L'edificio fu rimaneggiato da lavori di ristrutturazione effettuati nel 1957[11].
- Chiesa di Sant'Apollinare - località Ginepreto. L'epoca di costruzione è precedente al 1229.[12]
Il fabbricato occupa una linea montuosa di costa ad elevato interesse paesaggistico da cui si spazia su gran parte del territorio circostante.
- Chiesa di Sant'Antonio da Padova - località Gatta. Fatto costruire nel 1616 dalla famiglia Gatti, l'oratorio fu elevato alla dignità di chiesa parrocchiale nel 1669.[12]
- Chiesa di Sant'Andrea, nella frazione di Garfagnolo.

#### Altro
- Oratorio dei santi angeli custodi - località Casale[12]
- Oratorio della Madonnina della Tosse, situato all'inizio della strada che, attraversando Frascaro, porta al lago di Virola.[12]
- Chiesa in sasso a Costa de' Grassi.[13]

### Architetture militari
- Castello di Castelnovo - loc. Monte castello:

Il "Castrum novum" fu costruito dai Canossa, più volte distrutto e riedificato. Oggi rimangono dei resti della cinta muraria e di un torrione.
- Salame di Felina - loc. Felina:

Conosciuto come "Salame", è il mastio di una fortezza altomedioevale andata distrutta, che si erge su un colle di origine marnosa svettante sulla conca di Felina. La torre, da cui si gode un eccellente panorama, è circondata da una pineta ricca di alberi secolari.
- Resti del castello di Maillo - boschi a monte del borgo di Maillo[13]

### Architetture civili

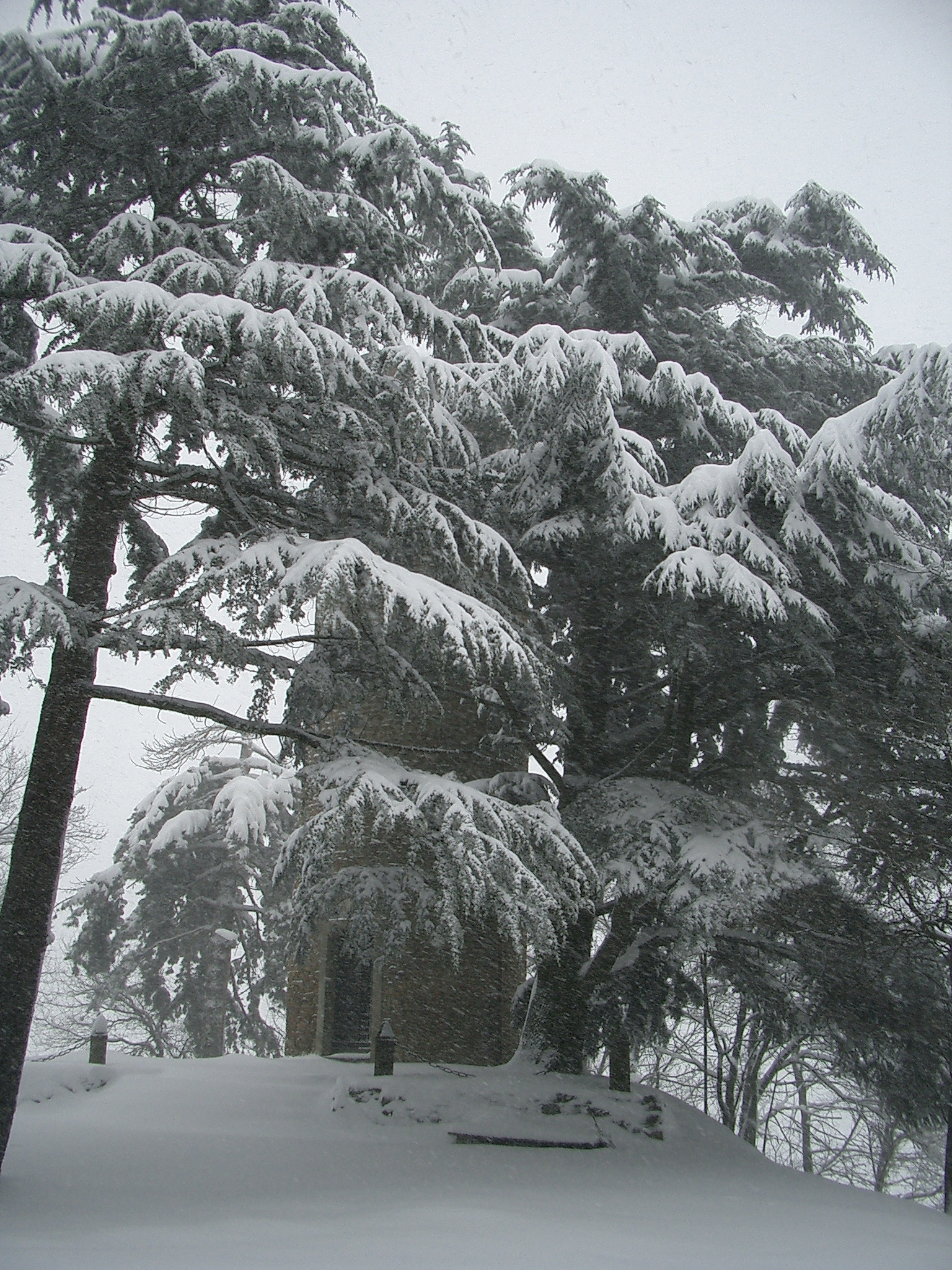
Il Castello di Felina sotto la neve

- Palazzo Ferrari - località Gombio:

Dimora seicentesca dotata di un pregevole portale.
- Antico e nuovo palazzo Gatti - località Gatta:

L'antico Palazzo dei Gatti (XVI secolo) sviluppa un complesso a struttura compatta di matrice fortilizia, attribuibile al XVIII secolo.
L'aggetto della linea di gronda con sottotetto a travi lignee, a vista, artisticamente intagliate è pregevole. 
Sul fronte principale è osservabile lo stemma della famiglia Gatti in pietra arenaria, mentre all'interno conserva ancora alcune pitture ad affresco della seconda metà del XVIII secolo.
Sempre a gatta si trova il nuovo Palazzo dei Gatti (XVII secolo).
- Monumento ai Caduti - località Sparavalle:

Composizione costituita da un cippo e da un'edicola dedicati ai partigiani di Castelnovo ne' Monti, Ramiseto e Busana.
- Obelisco di Castelnovo - località Monte Bagnolo:

Monumento alto oltre 10 metri in memoria dei caduti della prima guerra mondiale e della seconda con i nominativi.
Iscrizione: "Castelnovo ne' Monti ai suoi Caduti".
- Scultura di Castelnovo - località Castelnovo:

Scultura dedicata ai deportati.
Iscrizione "Sono stati deportati e sono morti per un'Italia democratica, libera e pacifica".

#### Architetture rurali
- Mulini ad acqua lungo il Rio Maillo - località Maillo[13]
- Pietradura, antico nucleo rurale (XVII-XVIII secolo)[13]

## Cultura

### Istruzione

#### Scuole
- Istituto d'Istruzione Superiore Cattaneo-Dall'Aglio
- Istituto Statale d'Istruzione Superiore Castelnovo ne'Monti
- Scuola elementare Pieve (primaria)
- scuola elementare Giovanni XXIII (primaria)

#### Alta formazione
- Istituto per l'Alta Formazione musicale Claudio Merulo[9]

#### Cori
- Coro Bismantova,coro a 4 voci virili fondato nel 1975 (www.corobismantova.com)
- Coro Piccolo Sistina,coro giovanile (www.piccolosistina.it)

### Teatri
- Teatro Bismantova[9]

### Eventi
- Giugno/luglio - Rally dell'Appennino
- Luglio - Festival delle Città Slow, Felina
- Luglio - Trofeo Appennino reggiano di tiro da campagna
- Luglio - Meeting nazionale di atletica leggera su pista
- Luglio - Mountain bike night
- Luglio - Salto con l'asta in piazza
- Luglio - Staffetta su strada Memorial "Lorenzo Fornaciari"
- Luglio - Gara per cani da ferma Memorial "Alessandro Silvetti"
- Luglio - Motoraduno d'epoca, Cà del Cavo
- Luglio - Festa nazionale Associazione amici del Fojonco
- Luglio - Rassegna corale castelnovese
- Luglio - Batdura di Burtela, Festa della trebbiatura, Costa de' Grassi
- Luglio - Torneo calcio a 5 Memorial "Stefano Pasini"
- Luglio - Berzana in Festa
- Luglio/agosto - Torneo nazionale di tennis Memorial "Massimo Francesconi"
- Agosto - Corsa delle carrettelle, Felina
- Agosto - Tortellata di Ferragosto, Campolungo
- Agosto - Notte Rosa, centro di Castelnovo ne' Monti
- Agosto - Festa di Santa Maria Assunta, Felina
- Agosto - Festa delle Aie, Costa de' Grassi
- Settembre - Sagra di San Michele

## Geografia antropica

### Quartieri
Castelnovo ne' Monti è formata da tre quartieri storici:
- Bagnolo: situato ad est del centro, alle falde del monte omonimo. In origine era un piccolo borgo, tra il secondo e il terzo decennio dell'Ottocento Francesco IV d'Austria-Este vi fece costruire il palazzo ducale[9] e oggigiorno è interamente inglobato nel tessuto urbano.
- Castello: il centro del paese, caratterizzato da stretti vicoli e case addossate l'una all'altra.
- Rovina: situato ad ovest del centro, è un piccolo nucleo di case vecchie poste alla sinistra via Roma.

## Economia

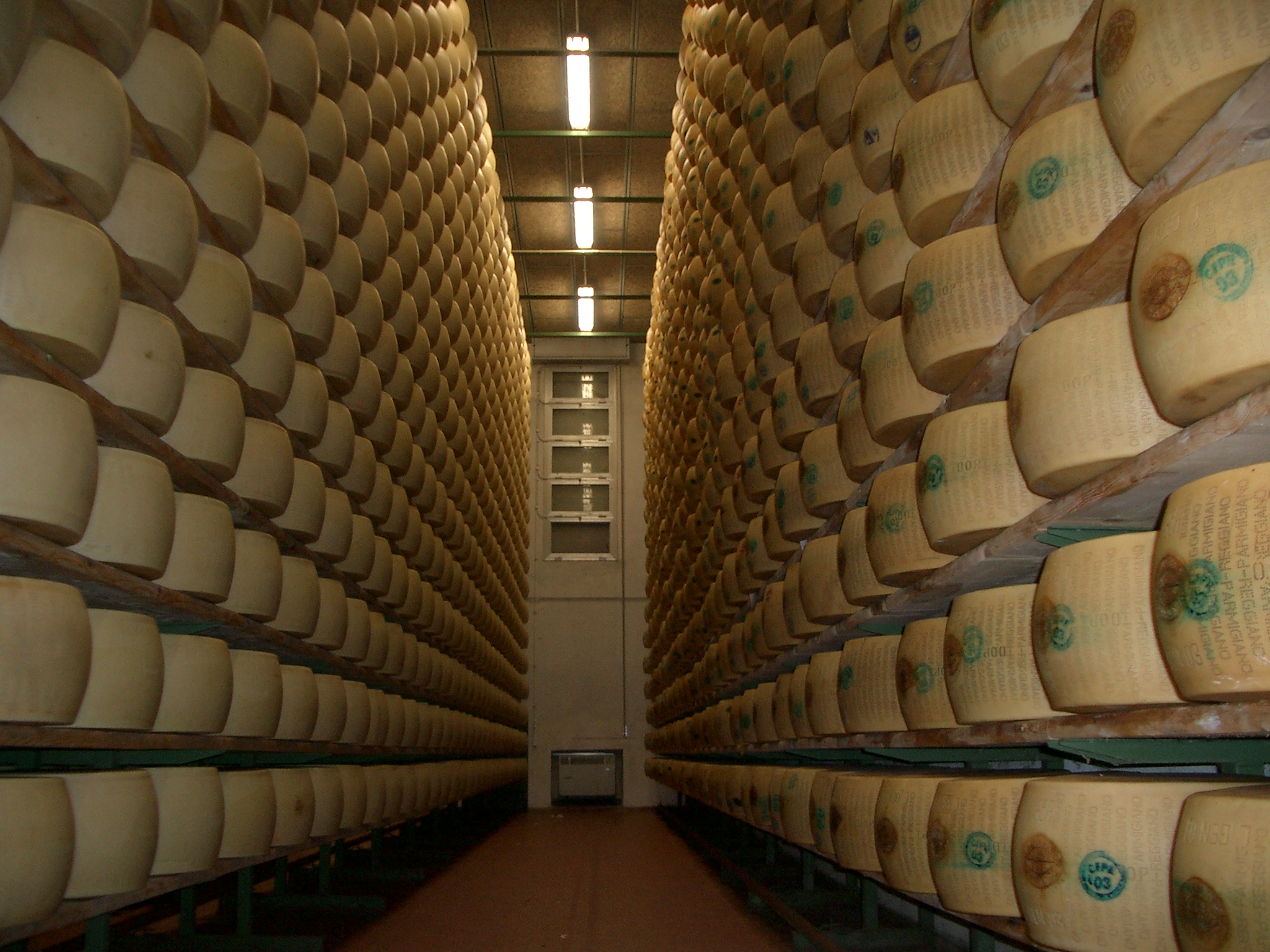
La produzione di Parmigiano Reggiano DOP nei caseifici è una delle attività economiche principali del castelnovese

Castelnovo ne' Monti è da secoli il più importante centro servizi e fulcro delle attività economiche nella montagna reggiana grazie alla posizione centrale tra le vie di comunicazione che congiungono la pianura alla Toscana ed i territori montani delle province di Modena e Parma.
L'economia si impernia sull'agricoltura ed in particolare sull'allevamento bovino per la produzione del Parmigiano Reggiano, la cui origine risale alle grandi aziende dei monaci benedettini di questa zona, che l'Unione Europea ha certificato con la Denominazione di Origine Protetta. Secondariamente sono prodotte anche carni suine destinate alla confezione dei salumi.
L'industria conta piccole e medie imprese a basso impatto ambientale collocate in aree periferiche che lavorano nel settore edilizio, della refrigerazione (a Felina), delle ceramiche, delle attrezzature per parchi giochi e giardini, delle attrezzature elettriche ed elettroniche. Inoltre va citata come un punto d'interesse la Fonderia Capanni in località Terminaccio, storica fabbrica di campane, attiva dal Settecento e rinomata a livello mondiale grazie ai suoi metodi produttivi artigianali.
Per quanto riguarda l'artigianato, il comune è rinomato soprattutto per i laboratori di intrecciatori di vimini e di giunchi.
Il terziario è particolarmente sviluppato soprattutto nei due centri maggiori dove sono presenti oltre 60 negozi di vendita al dettaglio e alcuni supermercati, uno tra i quali vende solo merce biologica.
Il capoluogo vanta una vocazione turistica come luogo di villeggiatura di primo piano nel contesto regionale.

### Turismo
Castelnovo ne' Monti è meta di un notevole afflusso turistico, soprattutto nei mesi estivi, attratto dal ricco patrimonio ambientale e culturale ed agevolato da una buona ricettività. Il comune è stato eletto Città slow, la "rete internazionale delle città del buon vivere" che in agosto organizza un Festival in piazza improntato alla promozione dei prodotti tipici.
È presente anche un Centro di Riabilitazione Cardiologica rinomato a livello internazionale.

## Infrastrutture e trasporti

### Strade
Il centro di Castelnovo ne' Monti è attraversato dalla Strada statale 63 del Valico del Cerreto che permette il collegamento con Casina e Reggio Emilia, a nord, e con Busana e Aulla, a sud.
Da Castelnovo parte anche la Strada statale 513 di Val d'Enza che unisce il capoluogo montanaro a Parma.

## Amministrazione
Fa parte della Comunità montana dell'Appennino Reggiano che ha la sede nel paese.
| Periodo        | Periodo        | Primo cittadino    | Partito                                   | Carica  | Note   |
| -------------- | -------------- | ------------------ | ----------------------------------------- | ------- | ------ |
| 26 luglio 1976 | 9 luglio 1990  | Germano Bizzarri   | Partito Comunista Italiano                | Sindaco | [ 17 ] |
| 9 luglio 1990  | 24 aprile 1995 | Ferruccio Silvetti | Partito Socialista Italiano               | Sindaco | [ 17 ] |
| 24 aprile 1995 | 14 giugno 2004 | Leana Pignedoli    | PDS, lista civica                         | Sindaco | [ 17 ] |
| 14 giugno 2004 | 25 maggio 2014 | Gian Luca Marconi  | lista civica                              | Sindaco | [ 17 ] |
| 25 maggio 2014 | 9 giugno 2024  | Enrico Bini        | lista civica Noi per Castelnovo Ne' Monti | Sindaco | [ 18 ] |
| 9 giugno 2024  | in carica      | Emanuele Ferrari   | lista civica Insieme per Castelnovo       | Sindaco | [ 17 ] |

### Gemellaggi
- Fivizzano[senza fonte][19][20]
- Illingen[senza fonte][19][21]
- Voreppe[senza fonte][19][22]

## Sport
A Castelnovo ne' Monti, in collaborazione con la Provincia di Reggio Emilia e la Comunità Montana, è attivo un progetto chiamato "Castelnovo ne' Monti, un paese per lo sport". Nell'ambito di questa iniziativa, il comune intende proporre il suo territorio come sito adatto ad organizzare eventi sportivi di vario genere, sfruttandone gli impianti e le peculiarità naturali.
Tra le varie manifestazioni sportive sono da ricordare: 
- torneo di pallavolo giovanile femminile e maschile, che si svolge da più di dieci anni nel periodo di Pasqua
- "Torneo della Montagna", ex "Torneo dell'Amicizia", fra squadre di calcio delle frazioni del territorio della montagna reggiana.

A partire dall'ottobre 2013 per iniziativa del "Judo Club Novellara", alcuni dei cui atleti hanno partecipato ai campionati d'Europa, è presente anche il judo.
Pallacanestro: la squadra "LG Competition Basket" disputa il campionato regionale C Gold (paese di montagna più in alto sul livello mare in Italia a parteciparvi).
La "Pallacanestro Reggiana", vicecampione d'Italia 2014-2015, ha scelto da molti anni Castelnovo ne' Monti quale sede della preparazione estiva.
La Reggiana (maggior squadra di calcio di Reggio Emilia) va in ritiro estivo a Castelnovo ne' Monti.

## Galleria d'immagini

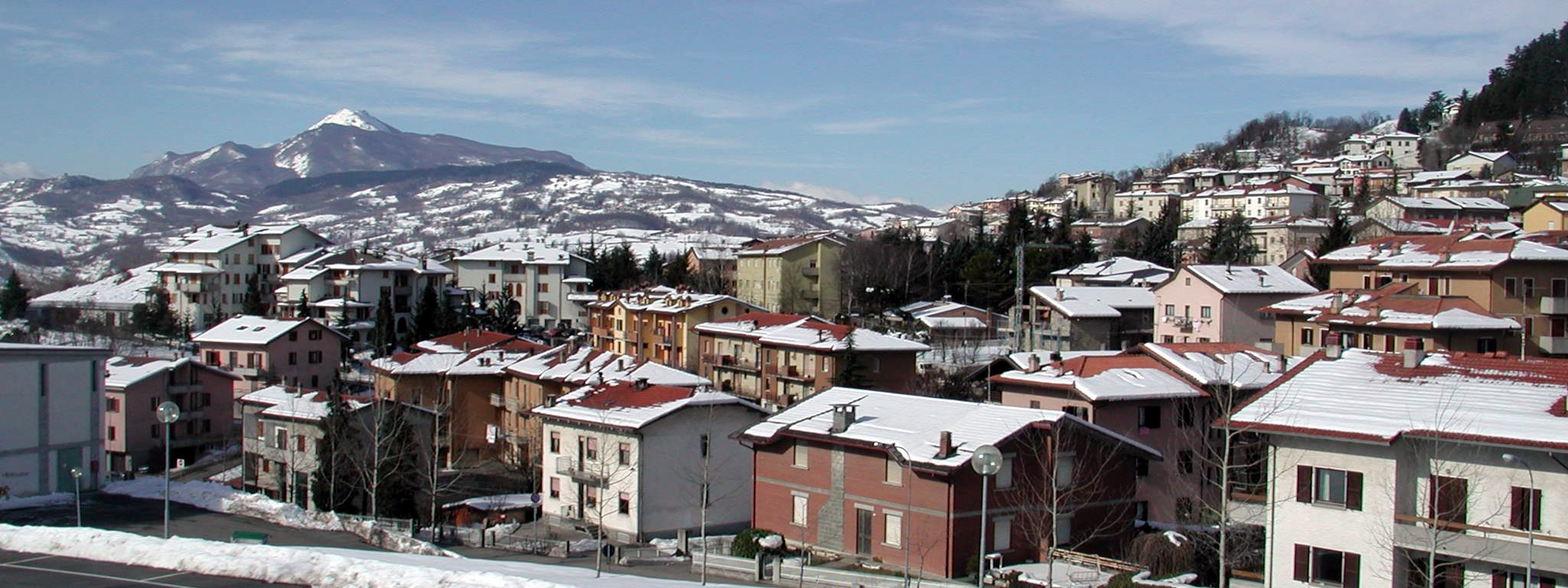
Il paese e il monte Ventasso
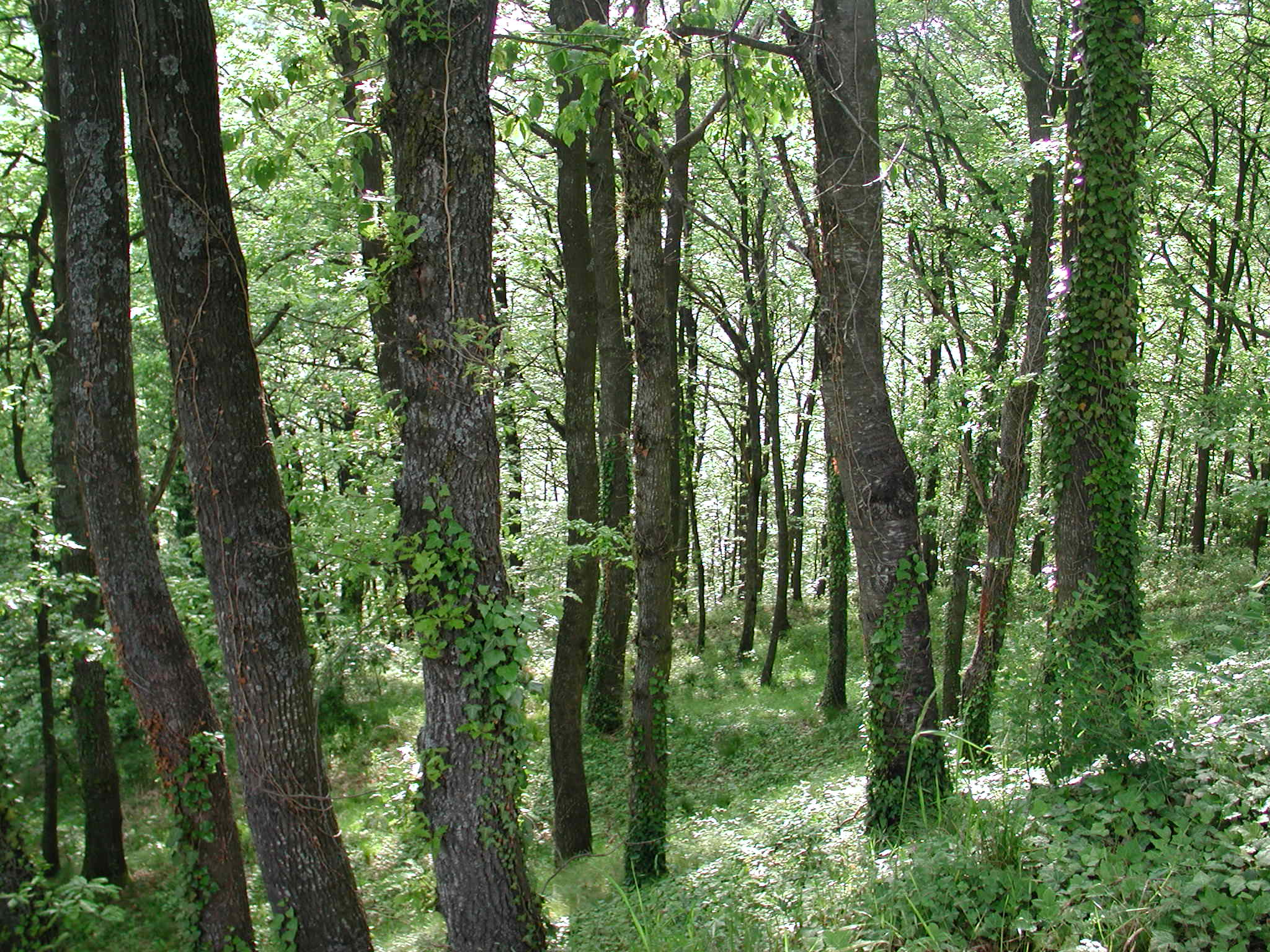
Un querceto, tipico paesaggio della media montagna
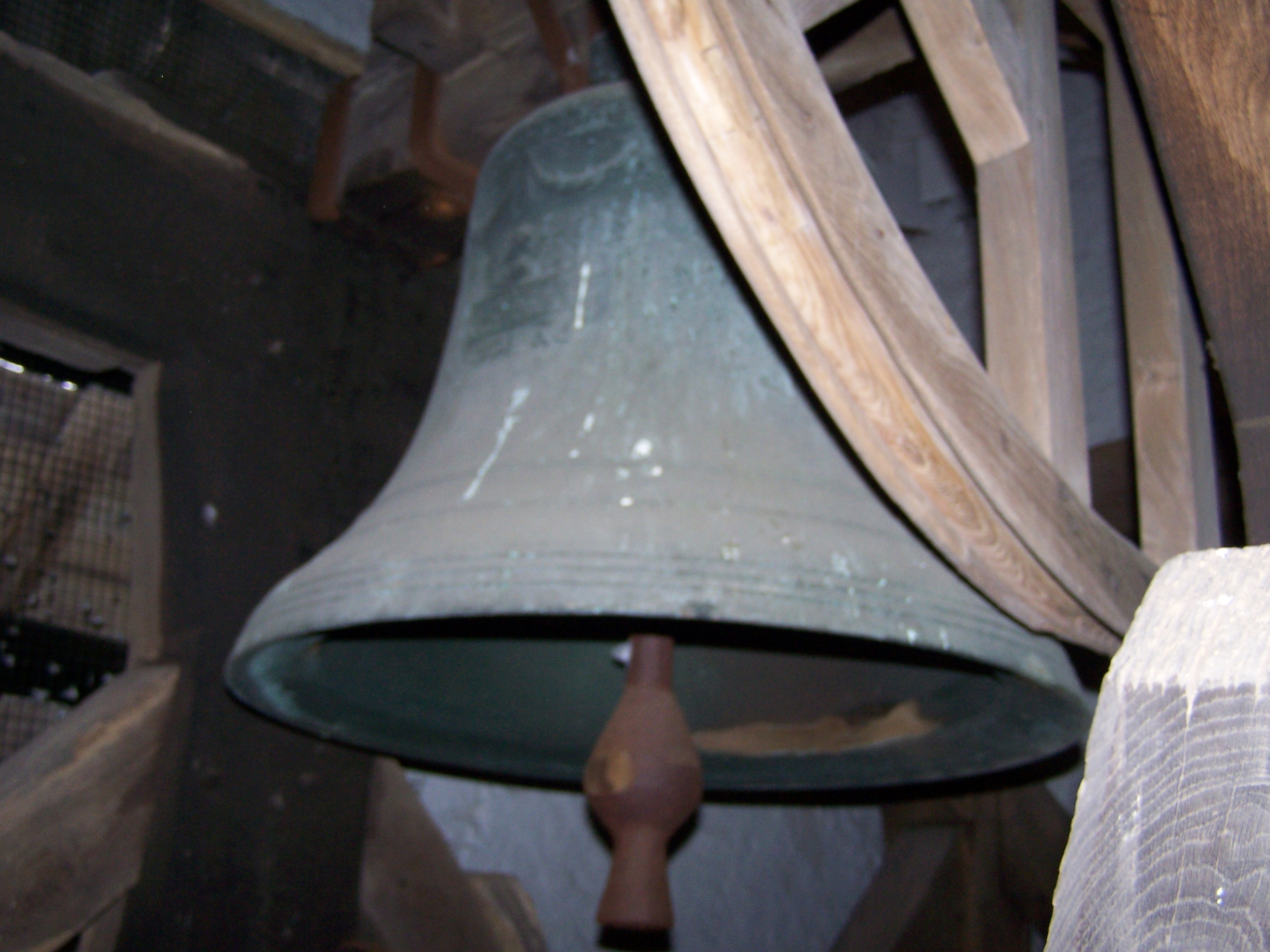
La storica Fonderia Capanni fonde da secoli campane tra più apprezzate del mondo